# Большой Холм (Вязниковский район)
Большо́й Холм  — деревня в составе муниципального образования Октябрьского сельского поселения в Вязниковском районе Владимирской области России. Этот населённый пункт состоит из одной улицы.

## География
Деревня Большой Холм расположена на холмах около 1,5 километра от железнодорожной станции Сеньково на линии Ковров — Нижний Новгород.

## Население
| 1859 | 1905 | 1926 | 2002 | 2010 | 2021 |
| ---- | ---- | ---- | ---- | ---- | ---- |
| 85   | ↗129 | ↗214 | ↘59  | ↗64  | ↗72  |